# Herrarnas 1 500 meter i short track vid olympiska vinterspelen 2010
Herrarnas 1 500 meter i short track vid olympiska vinterspelen 2010 i Vancouver, Kanada hölls den 13 februari i Pacific Coliseum. De första omgångarna genomfördes klockan 17.00 lokal tid (PST) medan semifinalerna hölls klockan 18.18 (PST) och finalen en timme senare klockan 19.18 (PST). Vann gjorde sydkoreanen Lee Jung-Su före den mycket meriterade amerikanen Apolo Anton Ohno och dennes landsman J.R. Celski.

## Resultat

### Kvalomgångar
| Resultat | Omgång | Namn                | Land           | Tid       | Noteringar |
| -------- | ------ | ------------------- | -------------- | --------- | ---------- |
| 1        | 1      | Olivier Jean        | Kanada         | 2.14,279  | Q          |
| 2        | 1      | Lee Ho-Suk          | Sydkorea       | 2.14,324  | Q          |
| 3        | 1      | Liu Xianwei         | Kina           | 2.14,354  | Q          |
| 4        | 1      | Tyson Heung         | Tyskland       | 2.14,461  |            |
| 5        | 1      | Blake Skjellerup    | Nya Zeeland    | 2.14,730  |            |
| 6        | 1      | Ruslan Zacharov     | Ryssland       | 2.14,929  |            |
| 1        | 2      | Liang Wenhao        | Kina           | 2.16,152  | Q          |
| 2        | 2      | Charles Hamelin     | Kanada         | 2.16,153  | Q          |
| 3        | 2      | Sebastian Praus     | Tyskland       | 2.17,058  | Q          |
| 4        | 2      | Nicolas Bean        | Italien        | 2.17,089  |            |
| 5        | 2      | Jumpei Yoshizawa    | Japan          | 2.30,701  | ADV        |
| 6        | 2      | Jordan Malone       | USA            | 9.99,999  | DSQ        |
| 1        | 3      | Lee Jung-Su         | Sydkorea       | 2.12,380  | Q          |
| 2        | 3      | J.R. Celski         | USA            | 2.12,460  | Q          |
| 3        | 3      | Nicola Rodigari     | Italien        | 2.12,609  | Q          |
| 4        | 3      | Benjamin Mace       | Frankrike      | 2.12,875  |            |
| 5        | 3      | Yuzo Takamido       | Japan          | 2.15,402  |            |
| 6        | 3      | Paul Herrmann       | Tyskland       | 2.16,782  |            |
| 1        | 4      | Yuri Confortola     | Italien        | 2.14,584  | Q          |
| 2        | 4      | Sjinkie Knegt       | Nederländerna  | 2.14,862  | Q          |
| 3        | 4      | Jack Whelbourne     | Storbritannien | 2.14,972  | Q          |
| 4        | 4      | Semjon Jelistratov  | Ryssland       | 2.15,455  |            |
| 5        | 4      | Viktor Knoch        | Ungern         | 2.16,826  |            |
| 6        | 4      | Song Weilong        | Kina           | 2.20,095  |            |
| 1        | 5      | Apolo Anton Ohno    | USA            | 2.17,653  | Q          |
| 2        | 5      | Pieter Gysel        | Belgien        | 2.18,560  | Q          |
| 3        | 5      | Peter Darazs        | Ungern         | 2.18,827  | Q          |
| 4        | 5      | Jakub Jaworski      | Polen          | 2.19,163  |            |
| 5        | 5      | Jean Charles Mattei | Frankrike      | 2.33,989  | ADV        |
| 6        | 5      | Guillaume Bastille  | Kanada         | 9.99,999  | DSQ        |
| 1        | 6      | Sung Si-Bak         | Sydkorea       | 2.14,836  | Q          |
| 2        | 6      | Haralds Silovs      | Lettland       | 2.14,900  | Q          |
| 3        | 6      | Takahiro Fujimoto   | Japan          | 2.16,155  | Q          |
| 4        | 6      | Anthony Douglas     | Storbritannien | 2.16,622  |            |
| 5        | 6      | Niels Kerstholt     | Nederländerna  | 2.46,222  | ADV        |
| 6        | 6      | Maxime Chataignier  | Frankrike      | 9.99,999  | DSQ        |

### Semifinaler
| Resultat | Omgång | Namn                | Land           | Tid      | Noteringar |
| -------- | ------ | ------------------- | -------------- | -------- | ---------- |
| 1        | 1      | Lee Jung-Su         | Sydkorea       | 2.10,949 | OR, QA     |
| 2        | 1      | Apolo Ohno          | USA            | 2.11,072 | QA         |
| 3        | 1      | Charles Hamelin     | Kanada         | 2.11,225 | QB         |
| 4        | 1      | Nicola Rodigari     | Italien        | 2.11,402 | QB         |
| 5        | 1      | Sjinkie Knegt       | Nederländerna  | 2.13,870 |            |
| 6        | 1      | Jumpei Yoshizawa    | Japan          | 2.15,129 |            |
| 7        | 1      | Peter Darazs        | Ungern         | 2.18,349 |            |
| 1        | 2      | Lee Ho-Suk          | Sydkorea       | 2.14,833 | QA         |
| 2        | 2      | Liang Wenhao        | Kina           | 2.15,453 | QA         |
| 3        | 2      | Sebastian Praus     | Tyskland       | 2.16,240 | QB         |
| 4        | 2      | Pieter Gysel        | Belgien        | 2.16,249 | QB         |
| 5        | 2      | Jack Whelbourne     | Storbritannien | 2.17,156 |            |
| 6        | 2      | Olivier Jean        | Kanada         | 2.32,358 | ADV        |
| 7        | 2      | Jean Charles Mattei | Frankrike      | 2.36,291 |            |
| 1        | 3      | Sung Si-Bak         | Sydkorea       | 2.13,585 | QA         |
| 2        | 3      | J.R. Celski         | USA            | 2.13,606 | QA         |
| 3        | 3      | Yuri Confortola     | Italien        | 2.13,645 | QB         |
| 4        | 3      | Haralds Silovs      | Lettland       | 2.14,009 | QB         |
| 5        | 3      | Liu Xianwei         | Kina           | 2.14,500 |            |
| 6        | 3      | Takahiro Fujimoto   | Japan          | 2.15,984 |            |
| 7        | 3      | Niels Kerstholt     | Nederländerna  | 2.16,352 |            |

### B-final
| Resultat | Namn            | Land     | Tid      | Noteringar |
| -------- | --------------- | -------- | -------- | ---------- |
| 7        | Charles Hamelin | Kanada   | 2.18,243 |            |
| 8        | Nicola Rodigari | Italien  | 2.18,422 |            |
| 9        | Pieter Gysel    | Belgien  | 2.18,773 |            |
| 10       | Haralds Silovs  | Lettland | 2.19,435 |            |
| 11       | Sebastian Praus | Tyskland | 2.20,374 |            |
| 12       | Yuri Confortola | Italien  | 9.9,999  | DSQ        |

### A-final
| Resultat | Namn             | Land     | Tid      | Noteringar |
| -------- | ---------------- | -------- | -------- | ---------- |
| 1        | Lee Jung-Su      | Sydkorea | 2.17,611 |            |
| 2        | Apolo Anton Ohno | USA      | 2.17,976 |            |
| 3        | J. R. Celski     | USA      | 2.18,053 |            |
| 4        | Olivier Jean     | Kanada   | 2.18,806 |            |
| 5        | Sung Si-Bak      | Sydkorea | 2.45,010 |            |
| 6        | Liang Wenhao     | Kina     | 2.48,192 |            |
| 9        | Lee Ho-Suk       | Sydkorea | 9.9,999  | DSQ        |